# Kanton Alban
Kanton Alban is een voormalig kanton van het Franse departement Tarn. Kanton Alban maakte deel uit van het arrondissement Albi en telde 2733 inwoners (1999). Het werd opgeheven bij decreet van 17 februari 2014 met uitwerking op 22 maart 2015.

## Gemeenten
Het kanton Alban omvatte de volgende gemeenten:
- Alban (hoofdplaats)
- Curvalle
- Massals
- Miolles
- Paulinet
- Saint-André
- Teillet